# Károly Kós
Dans le nom hongrois Kós Károly, le nom de famille précède le prénom, mais cet article utilise l’ordre habituel en français Károly Kós, où le prénom précède le nom.
Károly Kós ([ˈkaːɾoj], [koːʃ]), né Károly Kosch le 16 décembre 1883 à Temesvár/Timișoara, alors en Autriche-Hongrie et décédé le 25 août 1977 à Cluj/Kolozsvár en Roumanie, était un architecte, écrivain, éditeur, rédacteur, graphicien, professeur, ethnographe et politicien transylvain d'origine allemande et d'expression hongroise, devenu citoyen roumain. Il a été l'un des plus importants promoteurs du multiculturalisme.

## Biographie
Issu d'une famille d'origine allemande sur la lignée paternelle, ainsi que d'origine autrichienne et française sur la lignée maternelle, Károly Kós a commencé ses études primaires à Sibiu/Hermannstadt. À partir de 1892, il a été élève au Collège Réformé calviniste de Cluj/Kolozsvár. En 1907, il a obtenu le diplôme d'ingénieur architecte à l'Université Technique de Budapest. Après avoir fait le tour d'Italie, il a fait plusieurs voyages d'études en Transylvanie, à Sighișoara/Schässburg, à Remetea/Torockó, au Pays sicule et au pays de Călata pour approfondir ses connaissances concernant l'architecture urbaine et rurale de ces régions ethnographiques ou se mêlent magyars, allemands et roumains. En 1914, il a habité à Stâna. En 1916, il a été chargé de créer les décors du couronnement de Charles Ier d'Autriche à Budapest. Entre 1917 et 1918, il a été boursier d'État à Constantinople. En 1918, on lui propose le poste de professeur aux Beaux Arts de Budapest, mais Kós préfère rentrer en Transylvanie.
Au printemps 1919, insistant sur l'interactivité socio-culturelle historique et sur le multiculturalisme des communautés ethniques transylvaines, Károly Kós, avec d’autres intellectuels du pays de Călata et le soutien de 40 000 partisans de la république, proclame à Huedin la République de Kalotaszeg,,,, mais, au bout de deux jours, des troupes roumaines et françaises occupent la région : un directoire composé de représentants du gouvernement hongrois de Gyula Peidl et du Conseil national roumain transylvain de Iuliu Maniu gouverne alors la Transylvanie, jusqu’au traité de Trianon qui intègre officiellement en 1920 ce pays à la « Grande Roumanie ».
En 1921, Kós et Lajos Albrecht fondent à Cluj le Parti populaire transylvain (devenu ultérieurement l'Union populaire hongroise) et éditent le journal politique illustré Vasárnap (« Dimanche »). En 1924, Kós et ses amis écrivains de langue hongroise créent à Cluj la maison d'édition Erdélyi szépmíves céh (« Guilde artistique Transylvaine ») pour promouvoir le courant littéraire et multiculturel nommé Érdélynizmus ou Ardelenism parfois rendu par le néologisme « transylvanisme ». À partir de 1934, Kos est élu super-intendant de l'Église réformée calviniste de Kalotaszeg.
À la suite du deuxième arbitrage de Vienne, le pays de Călata est, en 1940, attribué à la Hongrie horthyste avec le reste du Nord-Ouest et de l’Est de la Transylvanie, mais en 1944 les troupes roumaines et soviétiques y reviennent et sa villa Varjúvár de Stâna est pillée ; Kós se réfugie à Cluj où il devient, en 1945, président de l'Union Populaire Hongroise (Magyar Népi Szövetség, MNSz) de Roumanie.
Entre 1946 et 1948, Kós est membre de la « Grande Assemblée Nationale » de la nouvelle Roumanie communiste, tandis que le retour de la Transylvanie du Nord à ce pays est officialisé au traité de Paris du 10 février 1947. Jusqu'en 1953, Kós enseigne à la Faculté de l'Agriculture de Cluj dont il est doyen depuis 1945. En tant que super-intendant, il fait partie de la direction laïque de l'Évêché Réformé de Transylvanie. Plusieurs dizaines d'édifices privés ou publics se trouvant dans diverses localités urbaines et rurales (Roumanie, Hongrie, Slovaquie) ont été construits ou restaurés d'après ses plans d'architecte.

## Œuvres architecturales

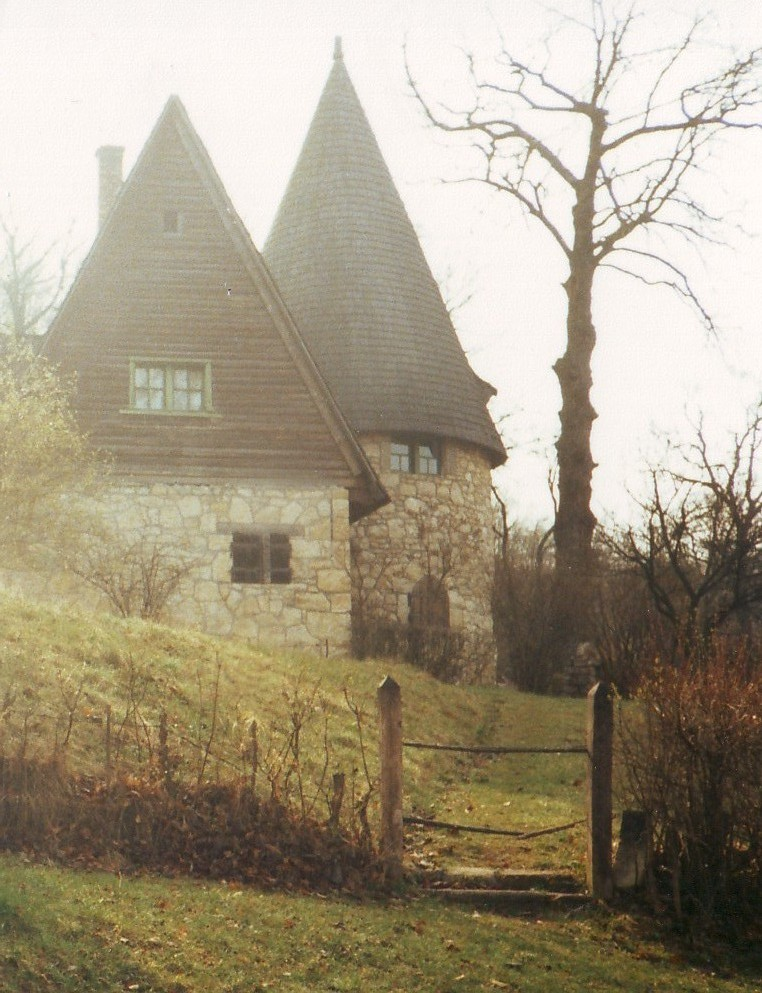
Varjúvár (« manoir des corneilles ») - la villa de l'architecte à Stâna (Kalotaszeg), Roumanie

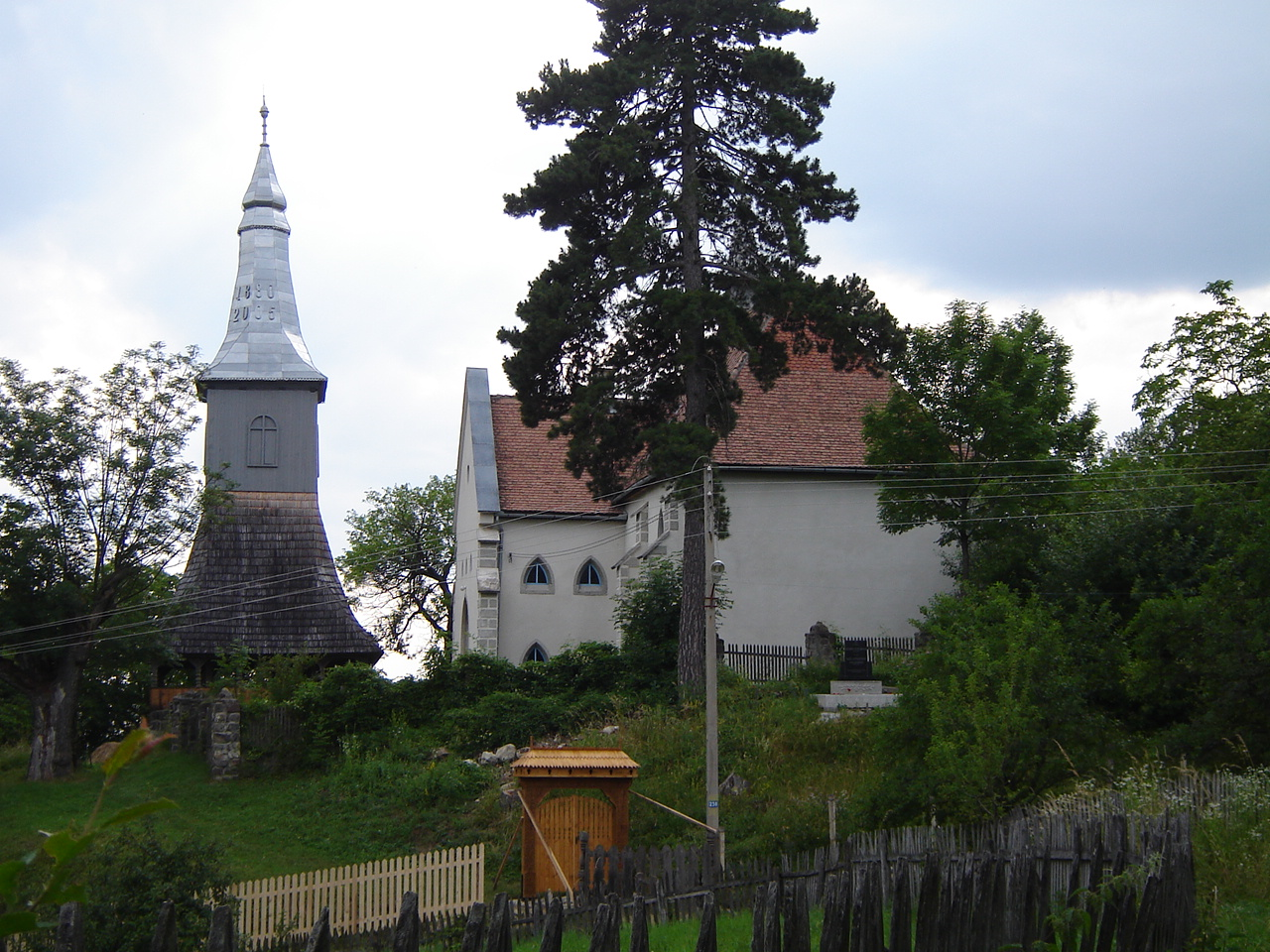
L'Église Réformée de Șiclod, județ de Harghita, Roumanie

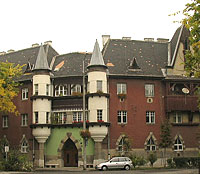
Les édifices des fonctionnaires de la colonie Wekerle, Budapest

### 1908-1910
- L'Église Réformée du quartier historique Óbuda, Budapest
- L'Église Catholique Romain de Zebegény, Hongrie (avec Béla Jánszky)
- Le Zoo de Budapest (avec Dezső Zrumeczky)
- Varjúvár, le manoir de Kós à Stâna (Pays de Călata), Roumanie

### 1910-1913
- L'école et la maternelle de Városmajor, Budapest (avec Dénes Györgyi)
- La colonie Wekerle des fonctionnaires, Budapest
- Le Musée National Sicule, Sfântu Gheorghe/Sepsiszentgyörgy, 1911, Roumanie [7]
- Église réformée calviniste au Coq de Cluj/Kolozsvár, au style de la Belle Époque (Sécession) : au sommet de son clocher se trouve un coq, symbole traditionnel du calvinisme en Transylvanie.

### 1914-1944
- Restauration de l'Église grecque-catholique (à présent : orthodoxe) de Feleacu, județ de Cluj, 1925.
- La maison Kós du 32, rue Görgey, Miskolc, Hongrie
- Le Hall de l'Exposition, Cluj/Kolozsvár
- Restauration de la Maison natale du roi Matthias Ier de Hongrie, Cluj/Kolozsvár Maison de Matthias Corvin
- Le Hall du Lait, Mera, Kalotaszeg, Roumanie

### 1945-1962
- Sfăraș/Farnas, Paroisse Réformée, Kalotaszeg, județ de Sălaj
- Cireșoaia/Magyardécse, Paroisse Réformée, județ de Bistrița-Năsăud
- Tăuții-Măgherăuș/Miszmogyorós, Paroisse Réformée, județ de Maramureș

### Édifices privés ou publics
- Târgu Mureș/Marosvásárhely : Le Collège Agricole
- Sfântu Gheorghe/Sepsiszentgyörgy, județ de Covasna : La Mairie, La Salle de Projection cinématographique, L'Hôpital, La Maison Csulak, La Maison Benedek, La Maison Keresztes, La Maison Csutak, La Chapelle Funéraire, La Maison des Professeurs, L'École Réformée Calviniste Hongroise Élémentaire, Le Collège Réformée Calviniste Hongroise des Filles, L'École de Commerce[8].
- Bicălatu/Magyarbikal, Maison de Culture, județ de Cluj
- Cristur/Csernakeresztúr, Église Réformée, județ de Hunedoara
- Homorod/Homoród, résidences d'été, județ de Harghita
- Răcăștia/Rákosd, Maison de Culture, județ de Hunedoara

## Œuvres littéraires
- Erdély népi építészete (L'Architure Populaire de la Transylvanie). Monographie architecturale (1908). (hu)
- Atila Királyról Ének (Chanson sur le Roi Attila). Ballade (1909, 1923). (hu) Texte et illustration : Károly Kós
- Régi Kalotaszeg (L'Ancien Kalotaszeg). Monographie (1911). (hu)
- Testamentum és agrikultura (1915). (hu)
- Sztanbul (Istanbul). (1918). (hu)
- Gálok (Les Gáls). Roman (1919, 1930). (hu)
- Kiáltó Szó (Mot Criant). Manifeste (1921). (hu)
- Erdély kövei (Les Pierres de Transylvanie) (1922). (hu)
- Varju-nemzetség (La gente Varjú). Roman historique (1925). (hu)
- A lakóház művészete (hu)
- Erdély (1929). (hu)
- Kalotaszeg (1932). (hu)
- Az országépítő. Roman historique (1934). (hu)
- Budai Nagy Antal. Drame historique (1936). (hu)
- István király. Drame historique. (1942). (hu)
- A székely nép építészete (L'Architecture du peuple sicule). Monographie (1944). (hu)
- Erdély népi gazdasági építészete. Monographie architecturale (1944). (hu)
- Falusi építészet. Monographie architecturale (1946). (hu)
- A kollektív gazdaság üzemi épületberendezése (1954). (hu)
- Mezőgazdasági építészet. Monographie architecturale (1957). (hu)
- Hármas könyv. Littérature, essais, œuvres graphiques. Les Éditions Kriterion, Bucarest, 1969. (hu)
- Kalotaszegi krónika. Les Éditions Kriterion, Bucarest, 1973. (hu)
- Kőből, fából házat...igékből várat. Écrits politiques et autobiographiques. Les Éditions Kriterion, Bucarest, 1983. (hu)

## Prix et distinctions
- 1916 : Ordre Franz Joseph, Croix du Chevalier, Autriche-Hongrie
- 1938 : Prix Baumgarten pour le roman Országépítő, Hongrie
- 1940 : Couronne Corvin, Hongrie
- 1958 : Ordre de mérite du Travail de la Grande Assemblée Nationale de Roumanie, Premier grade
- 1966 : docteur honorifique de l'Université Technique de Budapest
- 1968 : Ordre de mérite culturel du Conseil d'État de Roumanie, Premier grade
- 1973 : Ordre de mérite 23 août du Conseil d'État de Roumanie, Premier grade ; Ordre de Drapeau orné des diamants du Conseil d'État de la Hongrie, Premier grade.

## Liens externes

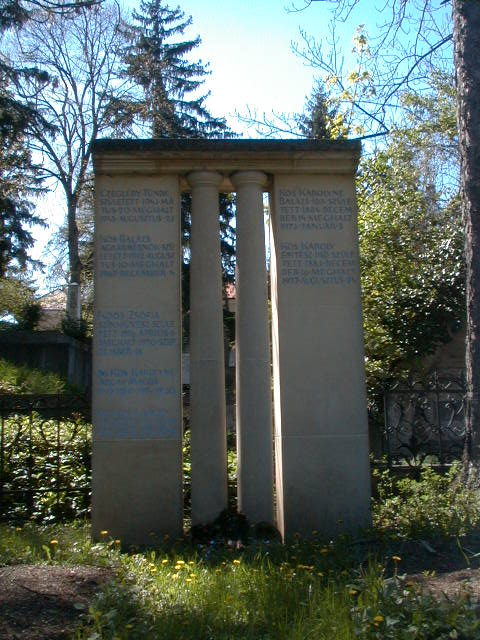
Le monument funéraire de Károly Kós au Cimetière Central Házsongrád de Cluj/Kolozsvár, Roumanie

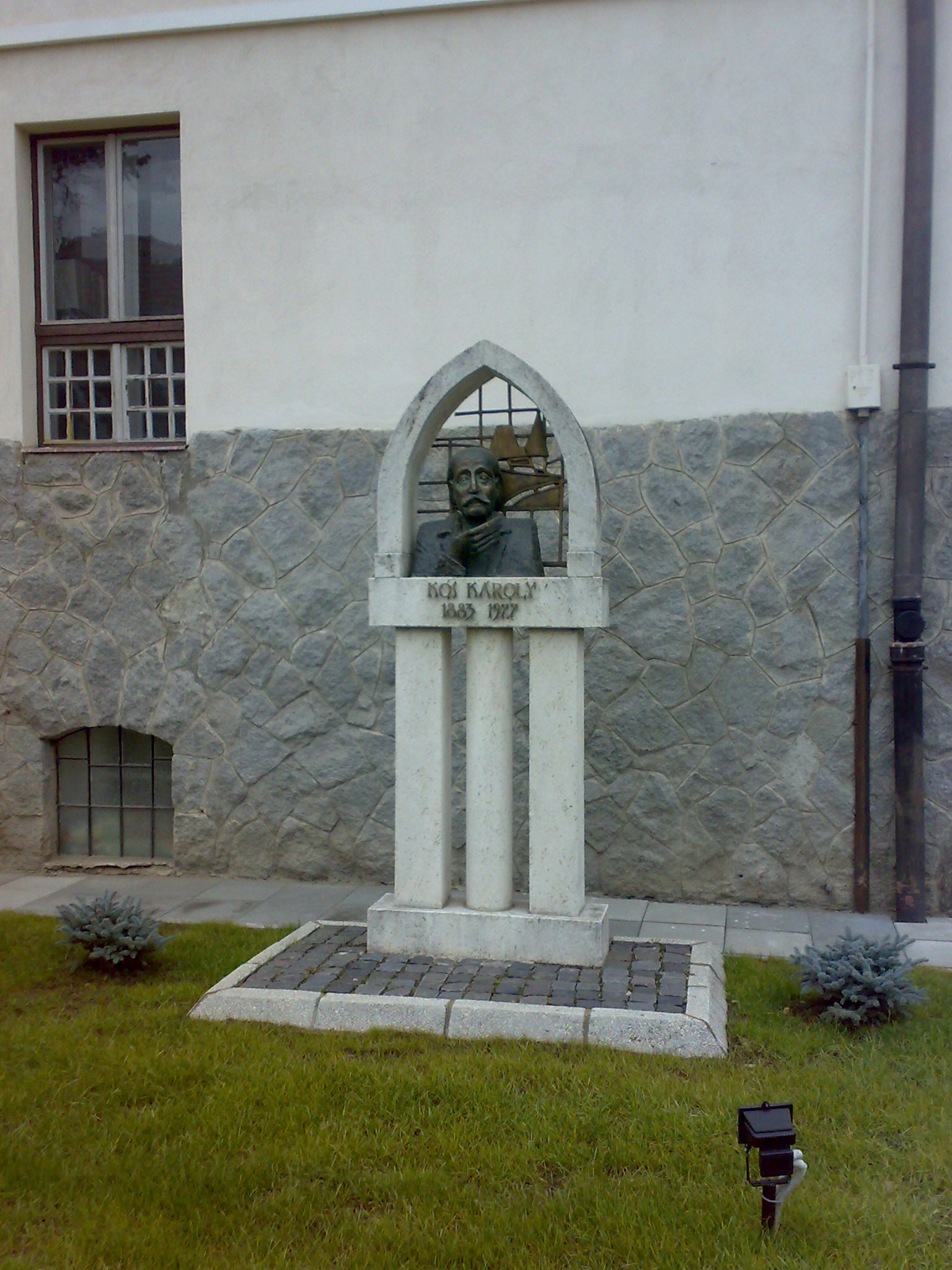
La statue de Károly Kós à Târgu Mureș/Marosvásárhely